# 國立臺灣大學社會科學院

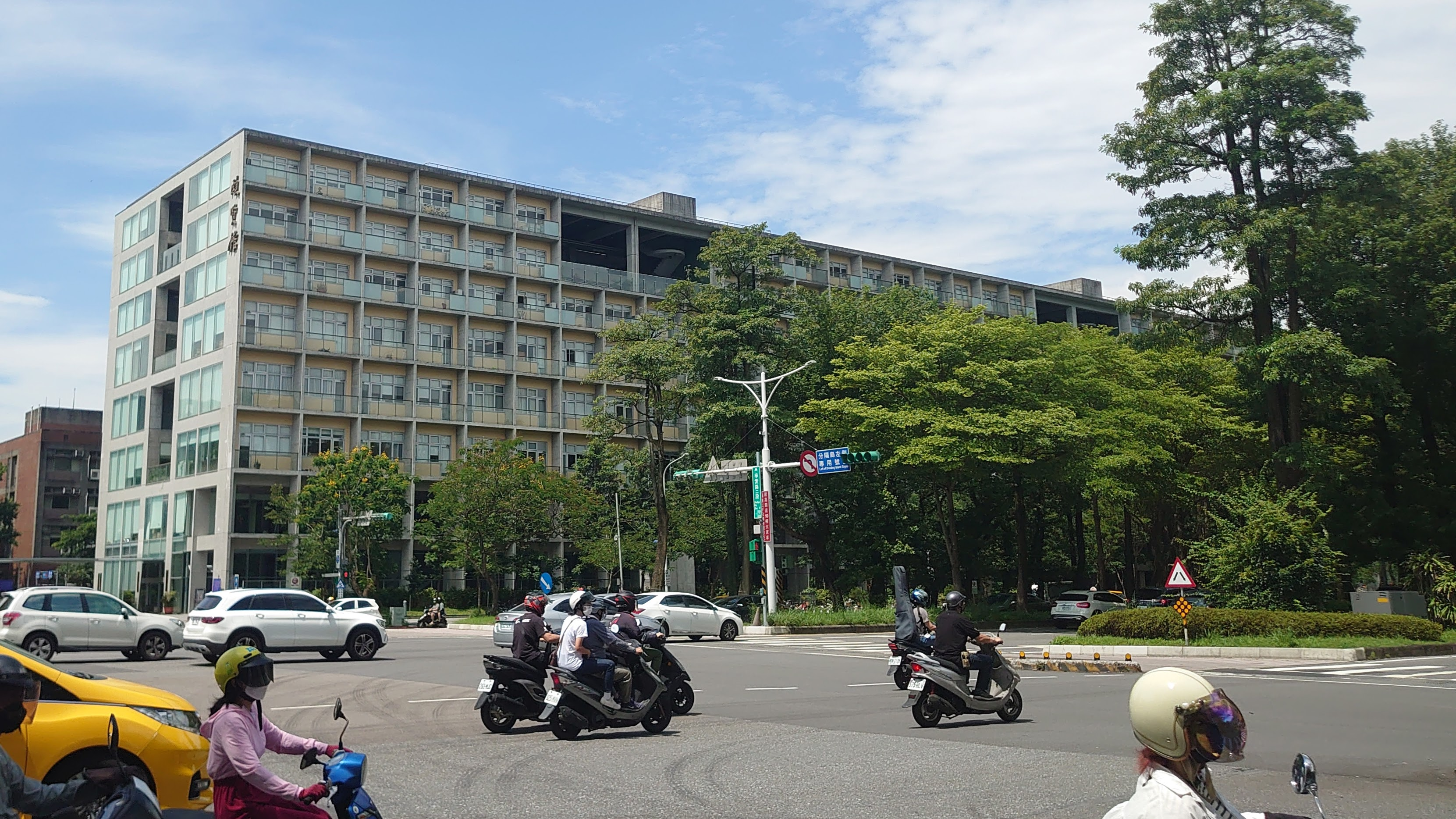
台大社科院大樓東側頤賢館

國立臺灣大學社會科學院，前身為國立臺灣大學法學院，為國立臺灣大學的學院之一，全院系所座落於台大校總區東北處校地，由政治學系、經濟學系、社會學系、社會工作學系、新聞研究所、國家發展研究所與公共事務研究所組成。

## 系所

### 政治學系暨研究所
- 學士班分為政治理論組、國際關係組、公共行政組。
- 碩士班於1956年開辦，博士班於1966年開辦。

### 經濟學系暨研究所
- 學士班
- 碩士班1956年開辦，博士班1968年與中央研究院經濟研究所合作成立。

### 社會學系暨研究所
- 學士班於1960年創立。
- 碩士班1972年開辦，博士班1986年開辦。

### 社會工作學系暨研究所
- 學士班1981年社會學系社會工作組招生，2002年社會工作學系獨立招生
- 碩士班1972年社會學研究所應用社會學組招生，2002年社會工作研究所獨立招生

### 國家發展研究所
- 碩士班1974年開辦，博士班1988年招生
- 原直屬於校長室，所長由校長兼任，1976年改隸法學院
- 前身為三民主義研究所

### 新聞研究所
- 1991年開始招收碩士班

### 公共事務研究所
- 2014年開始招收碩士班學生
- 前身為政治學系碩士班丙組（主修公共行政）

### 商學系（1947－1987）
共設立四組：工商管理組、國際貿易組、會計組和銀行組
於1985年上述四組各自升格為獨立系所：工商管理學系、國際貿易學系、會計學系，及財務金融學系。
1987年升格成立「管理學院」。

### 法律學系（1928－1999）
原不分組，1953年始分為司法組和法學組。1980年增設財經法學組。
1999年八月正式升格成立「法律學院」。

## 院史

### 日治時期
前身為台北帝國大學文政學部政學科，設有法律、政治、經濟三講座，位於台北帝國大學校區。

### 民國時期

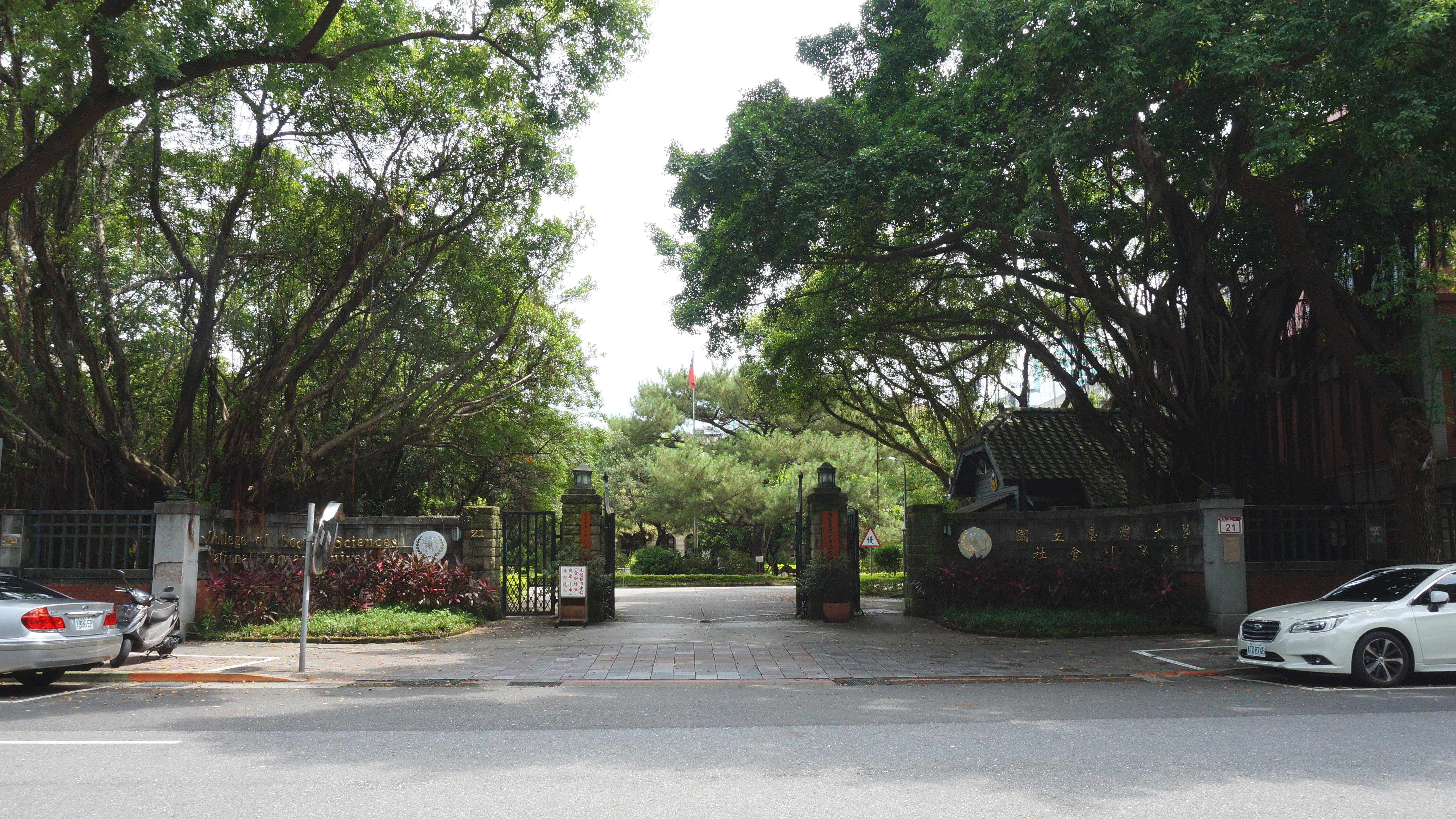
徐州路校區原社會科學院院館

國民政府接收台北帝國大學後，改名為「台灣大學」，並將政學部分為法學院及文學院。1947年台灣省立法商學院併入台大法學院改為法學院商學系，台大法學院遷至臺北市中正區徐州路21號「徐州路校區」（原法商學院院址），緊臨國立臺灣大學公共衛生學院。

#### 法學院時期（1947-1999）
在當時台大校長孫震積極規劃下，於1987年商學四系所從法學院獨立，成立管理學院。

#### 社科院時期（1999-）
1995年，台大84學年度第二學期第二次校務會議第一次延會決議通過，法律系升格為「法律學院」，原法學院更名為「社會科學院」；兩院於1999年7月正式分離。
原社會學系社會工作組，自2002年起獨立為「社會工作學系」；原政治學系碩士班丙組，自2014年起獨立為「公共事務研究所」。
社科院位於校總區的新院館大樓，2015年6月12日舉行啟用典禮，社科院全數系所皆遷入校總區。

## 歷任院長

### 法學院時期
- 薩孟武 （1948年9月至1959年7月）
- 施建生 （1959年8月至1967年7月）
- 林霖 （1967年8月至1970年2月）
- 韓忠謨 （1970年3月至1975年9月）
- 姚淇清 （1975年10月至1981年7月）
- 張劍寒 （1981年8月至1984年7月）
- 袁頌西 （1985年8月至1988年1月）
- 華嚴 （1988年2月至1990年7月）
- 戴東雄 （1990年8月至1994年9月）
- 柯澤東 （1994年10月至1996年8月）
- 黃榮堅 （1996年9月至11月，代理院長）
- 許介鱗 （1996年12月至1999年7月）

### 社會科學院時期
- 許介鱗 （1999年8月至2000年7月）
- 包宗和 （2000年8月至2006年1月）
- 趙永茂 （2006年1月至2012年7月）
- 林惠玲 （2012年7月至2015年7月）
- 蘇國賢 （2015年8月至2018年7月）
- 王泓仁 （2018年8月至2021年7月）
- 蘇宏達 （2021年8月至2024年7月）
- 張佑宗 （2024年8月起）

## 建築

### 社科院大樓

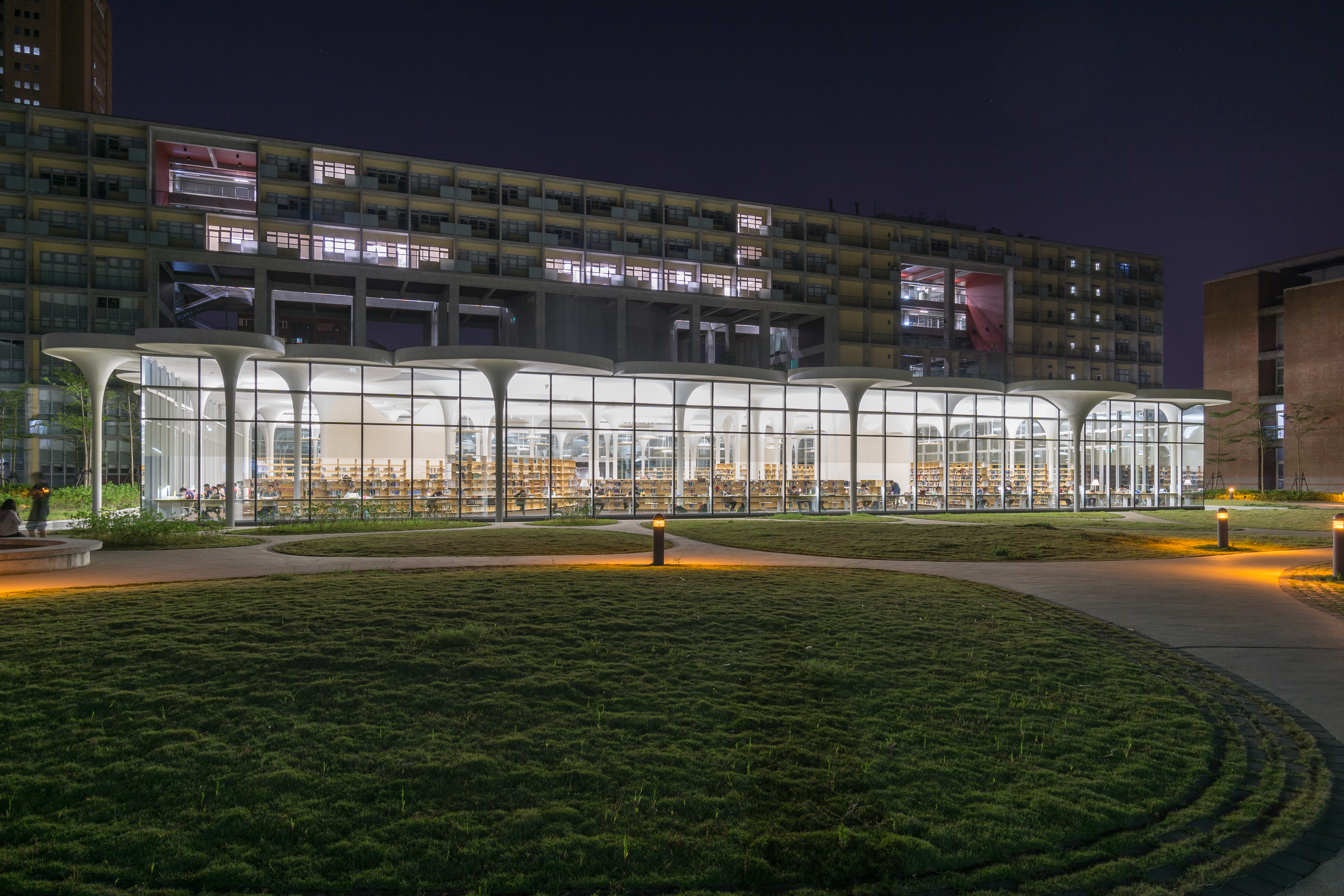
社科院辜振甫先生紀念圖書館與後方學院大樓

- 介宙館：以捐款人、政治系系友、國際文教基金會董事長劉介宙命名，初期一度命名為「介宙樓」，位置為社科院大樓西側。
- 頤賢館：由捐款人、經濟系系友、東和鋼鐵董事長侯貞雄捐助，取《易經》「頤卦」中之「頤養賢人」一句而命名，位置為社科院大樓東側。
- 辜振甫先生紀念圖書館：由辜公亮文教基金會捐助，以政治系系友、已故海基會董事長辜振甫（字公亮）命名。
- 梁國樹教授紀念國際會議廳：以經濟系系友、已故中華民國中央銀行總裁梁國樹命名。

#### 遷院工程沿革

社會系與社工系系館

1982年，社會科學院當時還被稱為法學院，這一年「法學院遷院計畫」初步規劃將法學院遷至校總區東北角；1992年，教育部編列完預算並經過立法院審核，決議分五年撥給校方。
一開始遷院工程計畫分為三個階段：
1. 新聞所、三研所（現今之國發所）、社會系（現今分為之社會與社工系）
2. 經濟系與政治系
3. 法律系和法學院圖書館

第一期工程因為校內其他工程的影響，直到1994年5月才動工。完工後，卻被批評空間使用效率不彰，其中新聞所及三研所尤其嚴重；後來校方決定先進行全面檢討，這造成第二期及第三期的工程停擺。
此外，當時還有數個原因造成動工之延遲：
- 校務會議決定將黑森林保留作為綠地，影響社科院建築的設計。
- 因為立法院質詢及監察委員的調查，整個遷院計畫得重新規劃。
- 當初教育部編列的預算，因為1999年九二一大地震遭到凍結。當預算解凍後，不久便超過了法律所規定的預算動支期限，造成尚未使用的經費被教育部收回，校方只得重新向教育部申請經費。

一直到2000年時，經過院內教授的努力，遷建計畫才得以繼續延續。

#### 爭議
計畫進行過程中，曾面臨一些爭議：
1. 壓縮到永久綠地(前面所提到的黑森林)：為此社科院還舉辦公聽會，讓各系的教授、學生能表達意見。
2. 校方起初擬在施工期間開闢一條15米寬、會佔用到綠地的道路，並決定「俟社科院完工後，再評估檢討是否縮減或改為緊急通道」，受到不少師生的反彈；後來校方修正了原本的決定，改成「社科院基地原有15公尺幹道，因歷次設計均無法以地下通道替代解決原有交通量需求，爰請施工期間仍應留設15 公尺之地上道路」，代表這條路當時是被定位為臨時道路而不是永久道路；但是否要拆除以及拆除時間為何，還要考慮到日後校園交通的完整度才能決定。

後來經過來回磋商後，雙方逐漸達到了共識。並於2010年3月2日舉行動土典禮，已於2013年完工，在2014年9月新學期全面啟用。

#### 經費
建築經費，有將近4成是來自於校友捐款，其中包括辜振甫捐的新台幣2億元（後來由辜成允代表捐贈）及劉介宙捐的新台幣1.1億元捐款；圖書館因此命名為「辜振甫先生紀念圖書館」。其他費用則是向教育部申請經費。

#### 建築設計
本棟新大樓是由日本建築師伊東豊雄所設計，設計圖曾於臺北市立美術館舉行的「伊東豐雄建築展」中展示。圖書館的設計是整個作品中很有特色的一環：不同於一般將圖書館置於學院內部的做法，伊東豐雄將圖書館獨立成棟，並作為社科院的入口建築。這種手法類似於東京多摩美術大學圖書館，要表達圖書館（知識）是學校內精神象徵之一的理念。在一樓有一條長廊，也是要讓學生在經過時感覺更親近圖書館。此外，三面牆均為玻璃的半透明空間設計，則是希望可以藉此望見窗外的林木、草地，以親近大自然。屋頂的形狀是由數個既像雲朵、又像樹葉的綠色橢圓組成，這是伊東豐雄運用「設計演算法」創造出來的「衍生式樹狀」線條。伊東豊雄自己也表示最滿意閱覽廳的設計。在不願割捨周圍的綠地之前提下，將閱覽廳移出社科院，這樣得以讓學生與老師在閱讀的同時，宛如置身森林樹蔭下，周圍還有草地相伴，讓建築與大自然合而為一。

## 外部連結
- （繁體中文）國立臺灣大學社會科學院首頁 （页面存档备份，存于）
- （繁體中文）國立臺灣大學社會科學院舊版首頁（页面存档备份，存于）